# Márcia Motta
Márcia Maria Menendes Motta (São Gonçalo, 25 de março de 1961) é uma professora  e historiadora brasileira.

## Biografia
Márcia Maria Menendes Motta é graduada em História pela Universidade Federal Fluminense, tendo realizado o seu mestrado na mesma instituição. Recebeu o doutoramento em História Social do Trabalho em 1996 na Universidade Estadual de Campinas. No ano de 2003, realizou estágio pós-doutoral na Universidade de Lisboa e em 2009 fez outro estágio pós-doutoral, desta vez na Universidade de São Paulo. Desde o ano de 1992 é professora da Universidade Federal Fluminense, no Departamento e no Programa de Pós-Graduação em História, e professora titular desde 2015.
Sua trajetória é marcada por estudos envolvendo os seguintes temas: conflitos de terra, apropriação territorial, direito agrário e movimentos rurais. É autora de inúmeros artigos em revistas nacionais e estrangeiras sobre a questão agrária. Entre as suas publicações destacam-se o livro Nas Fronteiras do Poder, publicado em 1998 e com segunda edição em 2008, inaugurando a coleção Terra da EDUFF/UNICENTRO. Publicou ainda O Dicionário da Terra, ganhador do segundo lugar no Prêmio Jabuti em Ciências Humanas de 2005. Em 2009, publicou o livro: O Direito à Terra no Brasil. A gestação do conflito (1795-1824), pela editora Alameda. Em 2014, investigou a historiografia sobre a história rural no Brasil, gerando o livro O Rural à la gauche, pela EDUFF.
Além de pesquisadora 1D do CNPq é também cientista do Nosso Estado, pela FAPERJ. Coordena, também com o apoio da FAPERJ, do CNPq e da CAPES, o Proprietas, que reúne núcleos de pesquisas e pesquisadores nacionais e internacionais, sobre o acesso à propriedade e a defesa do bem comum. Em 2016, a Proprietas tornou-se um Instituto Nacional de Ciência e Tecnologia, com o projeto internacional História Social das Propriedades e Direitos de Acesso.
Foi coordenadora brasileira do projeto FCT/CAPES Terras Lusas, Territorialidade e Conflito no Império Português do setecentos, no biênio 2010-2012, e pesquisadora do projeto internacional Lands Over Seas. Property Rights in the Early-Modern Portuguese Empire, coordenadora do WG3, grupo de trabalho do Brasil, e membro do Comitê de Direção, sob a coordenação global do Investigador Responsável do Projeto, Prof. José Vicente Serrão.
Motta foi eleita presidenta da Associação Nacional de História (ANPUH) em 2019, com mandato para o biênio 2019-2021. Enquanto presidenta da ANPUH, Motta tem representado historiadores e professores de história diante da opinião pública. Em 2019, participou de Audiência Pública realizada pela Comissão de Cultura da Câmara dos Deputados, em 2019, sobre "A criminalização da apologia à ditadura militar". Em abril de 2020, apresentou declarações após o veto da regulamentação da profissão de historiador pelo então presidente Jair Bolsonaro. Em maio de 2020, assinou uma nota de protesto contra "o desmonte do Arquivo Público Municipal Waldir Pinto de Carvalho e do Museu Histórico de Campos dos Goytacazes". Também repudiou as declarações do presidente da Fundação Palmares, Sérgio Camargo, ao desqualificar a luta contra o racismo e Zumbi dos Palmares.